# 亞光輿地學社
亞光輿地學社，是上海市在中華民國時期的一家出版社，以地圖和地理書籍的出版發行著稱。 亞光輿地學社的創辦人是由金振宇、金緯宇、金擎宇三兄弟，最初位於慕爾鳴路（現茂名北路），創辦於1938年。 1951年，亞光輿地學社公私合營，和其它地圖出版機構合併為地圖聯合出版社。